# Chris McCann
Christopher John McCann (Dublín, Irlanda; 21 de julio de 1987) es un futbolista irlandés. Juega de centrocampista.

## Trayectoria

### Burnley
Comenzó en los juveniles del Home Farm irlandés y llegó a los juveniles del Burnley en 2004, donde debutó con el primer equipo en la temporada 2005-06 contra el Coventry City el 13 de agosto de 2005.
Anotó su primer gol profesional el 27 de septiembre de 2005, en la victoria por 3-0 ante el Ipswich Town.

### Wigan Athletic
El 26 de junio de 2013, McCann fichó por el Wigan Athletic luego de que su contrato con el Burnley terminara a fines de mes. El equipo estaba dirigido en ese entonces por su exentrenador del Burnley, Owen Coyle.

### Atlanta United
Se anunció que McCann se uniría al Atlanta United el 6 de julio de 2016 para la temporada 2017. En febrero de 2019 rescindió su contrato con el club.

#### Préstamo al Coventry City
El 2 de agosto de 2016 se fue a préstamo al Coventry City hasta fines de año.

### D.C. United
El 12 de febrero de 2019, el D.C. United hizo oficial su incorporación. Dejó el club por mutuo acuerdo el 31 de junio de 2019.

### Oldham Athletic
El 18 de octubre de 2019 fichó por el Oldham Athletic como agente libre.

### Shamrock Rovers
En diciembre de 2020 McCann fichó por el Shamrock Rovers de Irlanda.

## Selección nacional
McCann ha representado a Irlanda en las categorías sub-17, sub-18, sub-19 y sub-21.
Ha expresado su deseo de representar a Irlanda a nivel absoluto.

## Estadísticas
Actualizado al último partido disputado el 10 de abril de 2019.
| Burnley Inglaterra |               |               |     |    |    |    |    |      |    |     |     |    |
| 2.ª | 2005-06       | 23            | 2   | 1  | 0  | 3  | 0  | -    | -  | 27  | 2   |    |
| 2.ª | 2006-07       | 38            | 5   | 1  | 0  | 1  | 0  | -    | -  | 40  | 5   |    |
| 2.ª | 2007-08       | 35            | 5   | 1  | 0  | 1  | 0  | -    | -  | 37  | 5   |    |
| 2.ª | 2008-09       | 44            | 6   | 4  | 0  | 7  | 2  | 3(1) | 0  | 58  | 8   |    |
| 1.ª | 2009-10       | 7             | 0   | 1  | 0  | 0  | 0  | -    | -  | 8   | 0   |    |
| 2.ª | 2010-11       | 4             | 1   | 0  | 0  | 0  | 0  | -    | -  | 4   | 1   |    |
| 2.ª | 2011-12       | 46            | 4   | 1  | 0  | 4  | 1  | -    | -  | 51  | 5   |    |
| 2.ª | 2012-13       | 41            | 4   | 0  | 0  | 2  | 1  | -    | -  | 43  | 5   |    |
| Total club | Total club    | 238           | 27  | 9  | 0  | 18 | 4  | 3    | 0  | 268 | 31  |    |
| Wigan Athletic Inglaterra |               |               |     |    |    |    |    |      |    |     |     |    |
| 2.ª | 2013-14       | 27            | 2   | 5  | 1  | 1  | 0  | 6(2) | 0  | 39  | 3   |    |
| 2.ª | 2014-15       | 17            | 2   | 1  | 0  | 0  | 0  | -    | -  | 18  | 2   |    |
| 3.ª | 2015-16       | 38            | 4   | 1  | 0  | 0  | 0  | 1(3) | 0  | 40  | 4   |    |
| Total club | Total club    | 82            | 8   | 7  | 1  | 1  | 0  | 7    | 0  | 97  | 9   |    |
| Atlanta United Estados Unidos |               |               |     |    |    |    |    |      |    |     |     |    |
| 1.ª | 2017          | 24            | 0   | 2  | 0  | -  | -  | -    | -  | 26  | 0   |    |
| 1.ª | 2018          | 23            | 1   | 0  | 0  | -  | -  | -    | -  | 23  | 1   |    |
| Total club | Total club    | 47            | 1   | 2  | 0  | -  | -  | -    | -  | 49  | 1   |    |
| Coventry City (préstamo) Inglaterra |               |               |     |    |    |    |    |      |    |     |     |    |
| 3.ª | 2016-17       | 13            | 1   | 1  | 0  | 1  | 0  | 3(3) | 0  | 18  | 1   |    |
| Total club | Total club    | 13            | 1   | 1  | 0  | 1  | 0  | 3    | 0  | 18  | 1   |    |
| D.C. United Estados Unidos |               |               |     |    |    |    |    |      |    |     |     |    |
| 1.ª | 2019          | 3             | 0   | 0  | 0  | -  | -  | -    | -  | 3   | 0   |    |
| Total club | Total club    | 3             | 0   | 0  | 0  | 0  | 0  | 0    | 0  | 3   | 0   |    |
| Total carrera | Total carrera | Total carrera | 336 | 36 | 19 | 1  | 20 | 4    | 13 | 0   | 388 | 41 |
| (1) Incluye play-offs EFL Championship. (2) Incluye FA Community Shield y cinco encuentros por la Liga Europea de la UEFA. (3) Incluye EFL Trophy. |               |               |     |    |    |    |    |      |    |     |     |    |

## Palmarés

### Títulos nacionales
| Título     | Club           | País           | Año     |
| ---------- | -------------- | -------------- | ------- |
| League One | Wigan Athletic | Inglaterra     | 2015-16 |
| Copa MLS   | Atlanta United | Estados Unidos | 2018    |